# Mrowiniec (Góry Krucze)
Mrowiniec (niem. Ameisen Hügel, 817 m n.p.m.) – szczyt w południowo-zachodniej Polsce, w południowej części Gór Kruczych, w Sudetach Środkowych. W dolinie Długi Dół, wyciętej w jego wschodnich zboczach, ma źródła potok Szkło.